# Kessleria caflischiella
Kessleria caflischiella is een vlinder uit de familie van de stippelmotten (Yponomeutidae). De wetenschappelijke naam werd in 1880 gepubliceerd door Heinrich Frey.